# Лего Хари Потър
Лего Хари Потър (на английски: Lego Harry Potter) е Лего серия, базирана на филмите от поредицата за Хари Потър. През годините са създадени модели на важни сцени, превозни средства и герои от света на Хари Потър. Първите комплекти се пускат в продажба през 2001 г., за да съвпаднат с премиерата на филма Хари Потър и Философският камък. До филма Хари Потър и Орденът на феникса всички комплекти Лего са пуснати в продажба с премиерите на филмите. След това серията е спряна в продължение на три години, като е възстановена през 2010-2011 г. През 2018 г. е обявено, че към серията Лего Хари Потър ще бъдат създадени нови комплекти, базирани на франчайза Хари Потър, включително и комплекти въз основа на филма Фантастични животни и къде да ги намерим и продължението му Фантастични животни: Престъпленията на Гринделвалд.

## Информация
През януари 2004 г. собственикът и изпълнителен директор на Лего Киелд Кирк Кристиансен обявява промяна в политиката на компанията, която по онова време има загуби от 1,4 млрд. датски крони и че компанията ще се съсредоточи върху основните продукти, а не върху големи кино-продукции като „Хари Потър“. Седмица по-късно от кампанията изясняват, че това не означава незабавни промени и че серията за Хари Потър ще продължи. Темата е прекратена след 2007 г. за известен период от време.
През юни 2009 г. официално е обявена от Лего видеоигра Harry Potter: Years 1–4, пусната през 2010 г., а през ноември 2011 г. е издадено продължението ѝ Harry Potter: Years 5–7.
На 12 февруари 2010 г. Уорнър Брос и Лего обявяват предстоящи шест комплекта, включващи замъка Хогуортс, къщата на Хагрид, Хралупата, Хогуортс Експрес, Доби и отбор по куидич, пуснати в продажба през октомври 2010 г. Тези комплекти съдържат нови декорирани мини фигурки (Луна Лъвгуд и Белатрикс Лестранж) и животни (сови и прасета). Обявена е и настолна игра Хари Потър, която е представена през август същата година. През 2013 г. групата Лего официално прекратява серията „Хари Потър“. Въпреки това, на 27 септември 2016 г. е издаден пакет Лего Диментори, включващ фигурки на Хари Потър и Волдемор.
През 2018 г. са обявени нови комплекти, базирани на Вселената за Хари Потър, като първият представлява модел на Голямата зала.
На 28 април 2020 г. е обявено, че през месец август същата година ще бъдат издадени повече комплекти въз основа на Вселената за Хари Потър.

## Комплекти

### Хари Потър и Философският камък (2001–2002)
Най-много издадени комплекти - четиринадесет, придружават първия филм Хари Потър и Философският камък. Първоначално са произведени единадесет сета, като на следващата година са пуснати още три.

### Хари Потър и Стаята на тайните (2002–2003)
Десет комплекта са произведени въз основа на втория филм от поредицата, два от които са пуснати година след премиерата на филма. Комплектите са проектирани да се комбинират с тези от първия.

### Хари Потър и Затворникът от Азкабан (2004)
Единадесет комплекта са създадени въз основа на третия филм. Тогава е издаден и първият мини комплект Лего Хари Потър.

### Хари Потър и Огненият бокал (2005)
Към този филм са издадени четири комплекта. Интересно е, че главата на Хари е преработена.

### Хари Потър и Орденът на феникса (2007)
Само един комплект е издаден въз основа на петия филм. До 2010 г. това е последният тематичен сет за Хари Потър.

### Възраждаща серия (2010)
След 3-годишно прекъсване Лего възражда серията за Хари Потър. Новите сетове са пуснати в продажба на 1 октомври 2010 г. във Великобритания, като всички са римейци на предишните, с изключение на един нов - Хралупата, който е базиран на сцена от Хари Потър и Нечистокръвния принц.

### 2011
През януари 2011 г. е издаден нов комплект - Диагон-Али. По време на премиерата на Хари Потър и Даровете на смъртта - част 2 са издадени още три сета.

### 2016
Лего създава допълнителен пакет за Хари Потър, пуснат в продажба на 27 септември 2016 г. в САЩ. Този пакет включва мини фигурки на Хари Потър и Волдемор, които до голяма степен наподобяват версиите от 2010-2011 г. Ключовите разлики включват различна прическа за Хари и кафява пръчка вместо бяла на Волдемор. Допълнителният пакет включва и малки версии на летящата кола на Уизли и двигателя на Хогуорт Експрес. Допълнителни пакети, базирани на Фантастични животни и къде да ги намерим, са пуснати в продажба заедно с премиерата на филма на 18 ноември 2016 г.

### Втора възраждаща серия (2018)
Новите комплекти са пуснати в продажба на 1 юли 2018 г., включително макет на Голямата зала от първите два филма. Темата включва и комплекти, базирани на Фантастични животни.
| Име                                   | Номер   | Базиран на                                                       | Мини фигури |
| ------------------------------------- | ------- | ---------------------------------------------------------------- | --- |
| Плачещата върба на Хогуортс           | 75953   | Хари Потър и Стаята на тайните                                   | Хари Потър, Хърмаяни Грейнджър, Рон Уизли, Сивиръс Снейп, Шеймъс Финигън и Аргус Филч                                                            |
| Голямата зала на Хогуортс             | 75954   | Хари Потър и Философският камък & Хари Потър и Стаята на тайните | Хари Потър, Рон Уизли, Хърмаяни Грейнджър, Сюзън Боунс, Минерва Макгонъгол, Албус Дъмбълдор, Рубиъс Хагрид, Куиринъс Куиръл и Почтибезглавия Ник |
| Хогуортс Експрес                      | 75955   | Хари Потър и Затворникът от Азкабан                              | Хари Потър, Рон Уизли, Хърмаяни Грейнджър, Ремус Лупин, жената с количката и диментор                                                            |
| Куидич мач                            | 75956   | Хари Потър и Философският камък                                  | Хари Потър, Хърмаяни Грейнджър, Сивиръс Снейп, Оливър Ууд и Маркъс Флинт                                                                         |
| Бърлогата на Арагог                   | 75950   | Хари Потър и Стаята на тайните                                   | Хари Потър, Рон Уизли и Арагог |
| Бягството на Гриндълуолд              | 75951   | Фантастични животни: Престъпленията на Гринделвалд               | Гелърт Гриндълуолд, Серафина Пикъри и тестрол |
| Куфарът с фантастични създания на Нют | 75952   | Фантастични животни и къде да ги намерим                         | Нют Скамандър, Джейкъб Ковалски, Тина Голдстийн, Куини Голдстийн и три създания                                                                  |
| Замъкът Хогуортс                      | 71043   | Различни филми                                                   | Годрик Грифиндор, Хелга Хафълпаф, Салазар Слидерин и Роуина Рейвънклоу                                                                           |
| Пътешествието на Хари към Хогуортс    | 30407   | Хари Потър и Философският камък                                  | Хари Потър |
| Диагон-Али                            | 40289   | Различни филми                                                   | Оливандър |
| Хари Потър колекция от мини фигурки   | 5005254 | Различни филми                                                   | Богарт, Хорас Слъгхорн, Мадам Роланда Хуч, Професор Долорес Ъмбридж                                                                              |

### Трета възраждаща серия (2019)
Комплектите са пуснати в продажба на 1 юни 2019 г.
| Име                                                 | Номер | Базиран на                          | Мини фигури |
| --------------------------------------------------- | ----- | ----------------------------------- | --- |
| Експекто Патронум                                   | 75945 | Хари Потър и Затворникът от Азкабан | 2 диментора, Хари Потър и Сириус Блек                                                                                              |
| Тримагическо предизвикателство с унгарски шипоносец | 75946 | Хари Потър и Огненият бокал         | Седрик Дигъри, Виктор Крум, Фльор Делакор и Хари Потър                                                                             |
| Колибата на Хагрид: Спасяването на Бъкбийк          | 75947 | Хари Потър и Затворникът от Азкабан | Хари Потър, Рон Уизли, Хърмаяни Грейнджър, Рубийс Хагрид, Министърът на магията Корнелиус Фъдж и екзекуторът                       |
| Часовниковата кула на Хогуортс                      | 75948 | Хари Потър и Огненият бокал         | Хари Потър, Хърмаяни Грейнджър, Рон Уизли, Седрик Дигъри, Виктор Крум, Фльор Делакор, Мадам Максим и Албус Дъмбълдор               |
| Среднощният рицар                                   | 75957 | Хари Потър и Затворникът от Азкабан | Хари Потър, Ърни Пранг и Стан Шънпайк                                                                                              |
| Каляската на Бобатон: Пристигане в Хогуортс         | 75958 | Хари Потър и Огненият бокал         | Рубиъс Хагрид, Олимпия Максим, Фльор Делакор и Габриел Делакор                                                                     |
| Хари Потър: Коледен календар                        | 75964 | Различин филми                      | Хари Потър, Хърмаяни Грейнджър, Рон Уизли, Професор Минерва Макгонагъл, Професор Албус Дъмбълдор, Професор Филиус Флитуик и Хедуиг |
| Възходът на Волдемор                                | 75965 | Хари Потър и Огненият бокал         | Хари Потър, Лорд Волдемор, Питър Петигрю и смъртожаден                                                                             |

### Хари Потър (2020)
Комплектите са пуснати в продажба през 2020 г.
| Име                                         | Номер | Базиран на                                                       | Мини фигури |
| ------------------------------------------- | ----- | ---------------------------------------------------------------- | --- |
| Хари Потър и Хедуиг                         | 30420 | Хари Потър и Стаята на тайните                                   | Хари Потър |
| Чудовищна книга на чудовищата               | 30628 | Промоционален                                                    | Драко Малфой |
| Комплект аксесоари за ученици на Хогуортс   | 40419 | Различни филми                                                   | Хари Потър, Драко Малфой, Хана Абът и Чо Чан |
| Нужната стая                                | 75966 | Хари Потър и Орденът на феникса                                  | Хари Потър, Хърмаяни Грейнджър (със своя патронус) и Луна Лъвгуд (със своя патронус) |
| Забранената гора: срещата на Гроп и Ъмбридж | 75967 | Хари Потър и Орденът на феникса                                  | Хари Потър, Хърмаяни Грейнджър, Долорес Ъмбридж, Гроп и 2 кентавъра |
| Привит Драйв 4                              | 75968 | Хари Потър и Философският камък Хари Потър и Стаята на тайните   | Хари Потър, Рон Уизли, Доби, Върнън Дърсли, Петуния Дърсли и Дъдли Дърсли |
| Астрономическата кула на Хогуортс           | 75969 | Хари Потър и Нечистокръвния принц                                | Хари Потър, Хърмаяни Грейнджър, Рон Уизли, Драко Малфой, Луна Лъвгуд, Невил Лонгботъм, Хорас Слъгхорн и Лавендър Браун |
| Диагон-Али                                  | 75978 | Хари Потър и Стаята на тайните Хари Потър и Нечистокръвния принц | Хари Потър, Хърмаяни Грейнджър, Рон Уизли, Джини Уизли, Моли Уизли, Фред Уизли, Джордж Уизли, Рубиъс Хагрид, Драко Малфой, Луциус Малфой, Гилдрой Локхарт, Гарик Оливандър, Флориан Фортескю и фотограф на „Пророчески вести“ |
| Хедуиг                                      | 75979 | Различни филми                                                   | Хари Потър и Хедуиг |
| Нападение на Хралупата                      | 75980 | Хари Потър и Даровете на Смъртта: Първа част                     | Хари Потър, Рон Уизли, Джини Уизли, Артър Уизли, Моли Уизли, Нимфадора Тонкс, Белатрикс Лестранж и Фенрир Грейбек |
| Коледен календар 2                          | 75981 | Сезонен                                                          | Хари Потър, Хърмаяни Грейнджър, Рон Уизли, Падма Патил, Парвати Патил и Чо Чанг |

### Хари Потър (2021)
На 1 януари 2021 г. Лего пуска в продажба комплекти с гербовете на домовете на Хогуортс.

#### Моменти от Хогуортс
На 1 януари 2021 г. са пуснати в продажба 4 комплекта от подтемата „Моменти от Хогуортс“.
| Име                                       | Номер | Базиран на     | Мини фигури                                                |
| ----------------------------------------- | ----- | -------------- | ---------------------------------------------------------- |
| Момент от Хогуортс: Час по трансфигурация | 76382 | Различни филми | Професор Минерва Макгонагъл, Рон Уизли, Хърмаяни Грейнджър |
| Момент от Хогуортс: Час по отвари         | 76383 | Различни филми | Професор Сивиръс Снейп, Шеймъс Финиган, Драко Малфой       |
| Момент от Хогуортс: Час по билкология     | 76384 | Различни филми | Професор Помона Спраут, Седрик Дигъри, Невил Лонгботъм     |
| Момент от Хогуортс: Час по вълшебство     | 76385 | Различни филми | Професор Филиуис Флитуик, Чо Чанг, Хари Потър              |

#### 20-годишнина
На 16 април 2021 г. Лего обявява издаването на нови комплекти от 1 юни 2021 г. за отбелязване на 20-годишнината на серията Лего Хари Потър. Комплектите включват и специална златна мини фигурка за отбелязване на празника. В допълнение, колекционерските карти с магьосник, базирани на картите от шоколадовите жаби от света на Хари Потър, също са на случаен принцип опаковани в комплектите.
| Име                                           | Номер | Базиран на                      | Мини фигурки |
| --------------------------------------------- | ----- | ------------------------------- | --- |
| Чинът на Хърмаяни Грейнджър                   | 30392 | Различни филми                  | Хърмаяни Грейнджър |
| Аксесоари и мини фигурки                      | 40500 | Различни филми                  | Хари Потър, Мистър Боргин, магьосник, магьосница |
| Грешка с многоликовата отвара                 | 76386 | Хари Потър и Стаята на тайните  | Хари Потър, Хърмаяни Грейнджър, Рон Уизли, Златна фигурка на Хари Потър |
| Среща с Пухчо                                 | 76387 | Хари Потър и Философският камък | Хари Потър, Хърмаяни Грейнджър, Рон Уизли, Златна фигурка на Хърмаяни Грейнджър |
| Посещение в село Хогсмийд                     | 76388 | Различни филми                  | Хари Потър, Дийн Томас, Професор Минерва Макгонагъл, Мадам Розмерта, Господин Флум, Госпожа Флум, Златна фигурка на Рон Уизли                                                                   |
| Стаята на тайните                             | 76389 | Хари Потър и Стаята на тайните  | Хари Потър, Джини Уизли, Том Ридъл, Колин Крийви, Джъстин Финч-Флечи, Луна Лъвгуд, Гилдрой Локхарт, Професор Албус Дъмбълдор, Професор Синистра, Почтибезглавия Ник, Златна фигурка на Волдемор |
| Коледен календар                              | 76390 | Сезонен                         | Хари Потър, Хърмаяни Грейнджър, Рон Уизли, Драко Малфой, Дъдли Дърсли, Грипук |
| Колекционерско издание на иконите на Хогуортс | 76391 | Различни филми                  | Златни фигурки на Албус Дъмбълдор, Минерва Макгонагъл, Рубиъс Хагрид |
| Магьоснически шах                             | 76392 | Хари Потър и Философският камък | Хари Потър, Хърмаяни Грейнджър, Рон Уизли, Златна фигурка на Сивиръс Снейп |
| Хари Потър & Хърмаяни Грейнджър               | 76393 | Различни филми                  | Хари Потър, Хърмаяни Грейнджър |
| Фоукс, фениксът на Дъмбълдор                  | 76394 | Различни филми                  | Фоукс и Албус Дъмбълдор |
| Първи урок по летене                          | 76395 | Хари Потър и Философският камък | Невил Лонгботъм, Драко Малфой, Мадам Хууч, Златна фигурка на Професор Куиръл |

### Хари Потър (2022)

#### Моменти в „Хогуортс“
На 1 март 2022 г. са пуснати 2 допълнителни комплекта под подтемата Моменти в „Хогуортс“.
| Име                                                          | Номер | Базиран на     | Мини фигури                                         |
| ------------------------------------------------------------ | ----- | -------------- | --------------------------------------------------- |
| Моменти в „Хогуортс“: В час по пророкуване                   | 76396 | Различни филми | Професор Трелони, Хари Потър и Парвати Патил        |
| Моменти в „Хогуортс“: В час по защита срещу черните изкуства | 76397 | Различни филми | Професор Муди, Невил Лонгботъм и Хърмаяни Грейнджър |

През годината са пуснати допълнителни комплекти, базирани на различни филми от франчайза. Освен това, на 31 август е пуснат за покупка колекционерски комплект от 5129 части експрес „Хогуортс“.
Additionally, on August 31, a 5129-piece Hogwarts Express D2C display set was released for purchase.
| Име                                         | Номер   | Базиран на                               | Мини фигури |
| ------------------------------------------- | ------- | ---------------------------------------- | --- |
| Изгради свой собствен замък „Хогуортс“      | 30435   | Различни филми                           | Албус Дъмбълдор |
| Хогуортс: Голямото стълбище                 | 40577   | Промоционален                            | Хърмаяни Грейнджър |
| Хогуортс: Болничното крило                  | 76398   | Хари Потър и Затворникът от Азкабан      | Мадам Помфри, Хари Потър, Хърмаяни Грейнджър и Рон Уизли |
| Хогуортс: Магически сандък                  | 76399   | Различни филми                           | Хари Потър, Професор Минерва Макгонагъл и различни ученици |
| Хогуортс: Карета и тестроли                 | 76400   | Хари Потър и Орденът на феникса          | Хари Потър и Луна Лъвгуд |
| Дворът на Хогуортс: Спасяването на Сириус   | 76401   | Хари Потър и Затворникът от Азкабан      | Сириус Блек, Хари Потър и Хърмаяни Грейнджър |
| Хогуортс: Кабинетът на Дъмбълдор            | 76402   | Хари Потър и Стаята на тайните           | Албус Дъмбълдор, Мадам Пинс, Аргус Филч, Сивиръс Снейп, Хари Потър и Хърмаяни Грейнджър |
| Министерството на магията                   | 76403   | Хари Потър и Даровете на Смъртта: част 1 | Долорес Ъмбридж, Корбан Яксли, Пиус Тикнес, Хари Потър/Албърт Рънкорн, Хърмаяни Грейнджър/Мафалда Хопкърк, Рон Уизли/Редж Катърмол, Мери Катърмол, Артър Уизли и диментор                                                                          |
| Коледен календар                            | 76404   | Сезонен                                  | Хари Потър, Сириус Блек, Стенещата Миртъл, Лорд Волдемор, Нимфадора Тонкс и Невил Лонгботъм |
| Експрес „Хогуортс“ – Колекционерско издание | 76405   | Различни филми                           | Хари Потър, Рон Уизли, Хърмаяни Грейнджър, Кондуктор, Вещицата с количката, Ремус Лупин, диментор, Луна Лъвгуд, Драко Малфой, Джини Уизли, Албус Сивиръс Потър, Лили Луна Потър, Джеймс Сириус Потър, ученик от „Рейвънклоу“, ученик от „Хафълпаф“ |
| Унгарски рогоопашат дракон                  | 76406   | Хари Потър и Огненият бокал              | Хари Потър |
| Къщата на крясъците и Плашещата върба       | 76407   | Хари Потър и Затворникът от Азкабан      | Хари Потър, Хърмаяни Грейнджър, Рон Уизли, Питър Петигрю (Опаш), Ремус Лупин (Лун) и Сириус Блек (Лап) |
| Площад „Гримолд“ № 12                       | 76408   | Хари Потър и Орденът на феникса          | Кингзли Шакълболт, Нимфадора Тонкс, Сириус Блек, Хари Потър, Рон Уизли, Моли Уизли, Фред Уизли, Джордж Уизли и Крийчър |
| Златният снич                               | 6385434 | Промоционален                            | N/A |

### Хари Потър (2023)
| Име                                            | Номер | Базиран на                               | Мини фигурки |
| ---------------------------------------------- | ----- | ---------------------------------------- | --- |
| Тренировка по куидич                           | 30651 | Различни филми                           | Чо Чан |
| Флаг на дом „Грифиндор“                        | 76409 | Различни филми                           | Анджелина Джоунсън, Хари Потър и Невил Лонгботъм |
| Флаг на дом „Слидерин“                         | 76410 | Различни филми                           | Блейз Забини, Драко Малфой и Панси Паркинсън |
| Флаг на дом „Рейвънклоу“                       | 76411 | Различни филми                           | Чо Чан, Луна Лъвгуд и Майкъл Корнър |
| Флаг на дом „Хафълпаф“                         | 76412 | Различни филми                           | Седрик Дигъри, Хана Абът и Сузан Боунс |
| Хогуортс: Нужната стая                         | 76413 | Различни филми                           | Блейз Забини, Драко Малфой, Хари Потър, Хърмаяни Грейнджър и Сивата дама |
| Екпекто Патронум                               | 76414 | Хари Потър и Затворникът от Азкабан      | Хари Потър и Ремус Лупин |
| Битката за „Хогуортс“                          | 76415 | Хари Потър и Даровете на Смъртта: част 2 | Хари Потър, Невил Лонгботъм, Моли Уизли, , Molly Weasley, Скабиор, Волдемор и Белатрик Лестранж                                                                                   |
| Багаж за куидич                                | 76416 | Различни филми                           | Хари Потър, Драко Малфой, Чо Чан и Седрик Дигъри |
| Гринготс                                       | 76417 | Различни филми                           | Хари Потър, Рубиъс Хагрид, Драгомир Деспар, Рон Уизли, Белатрикс Лестранж, Хърмаяни Грейнджър, Грипкук, Богрод, Рикбърт, смъртожаден, два таласъма и двама стражари               |
| Коледен календар                               | 76418 | Различни филми                           | Хари Потър, Рон Уизли, Хърмаяни Грейнджър, Драко Малфой, Абърфорт Дъмбълдор и Мадам Розмерта                                                                                      |
| „Хогуортс“ и земите наоколо                    | 76419 | Хари Потър и Огненият бокал              | Архитектът на „Хогуортс“ |
| Тримагическият турнир: Черното езеро           | 76420 | Хари Потър и Огненият бокал              | Хари Потър, Хърмаяни Грейнджър, езерянин, Рон Уизли и Виктор Крум |
| Доби                                           | 76421 | Хари Потър и Стаята на тайните           | N/A |
| Диагон-Али: „Магийки Шегобийки на братя Уизли“ | 76422 | Хари Потър и Нечистокръвния принц        | Джини Уизли, Ромилда Вейн, Рон Уизли, Лавендър Браун, Фред Уизли, Джордж Уизли, Джини Уизли, Ромилда Вейн, Пон Уизли, Лавендър Браун, Фред Уизли, Джордж Уизли, пощенски служител |
| Експрес „Хогуортс“ и гара „Хогсмийд“           | 76423 | Хари Потър и Философският камък          | Хари Потър, Рон Уизли, Хърмаяни Грейнджър, Драко Малфой, Лий Джордан, Рубиъс Хагрид, вещицата с количката и кондуктор                                                             |

### Хари Потър (2024)
| Име                                      | Номер | Базиран на                          | Минифигурки |
| ---------------------------------------- | ----- | ----------------------------------- | --- |
| Летящ Форд Англия                        | 76424 | Хари Потър и Стаята на тайните      | Хари Потър, Рон Уизли |
| Хедуиг на Привит Драйв 4                 | 76425 | Различни филми                      | |
| Навес за лодки в „Хогуортс“              | 76426 | Хари Потър и Философският камък     | Хари Потър, Хърмаяни Грейнджър, Дийн Томас, Невил Лонгботъм, Професор Минерва Макгонагъл                                                                               |
| Бъкбийк                                  | 76427 | Хари Потър и Затворникът от Азкабан | |
| Колибата на Хагрид: Неочаквано посещение | 76428 | Хари Потър и Философският камък     | Хари Потър, Рон Уизли, Хърмаяни Грейнджър, Рубиъс Хагрид, Драко Малфой                                                                                                 |
| Говореща Разпределителна шапка           | 76429 | Хари Потър и Философският камък     | Хари Потър |
| Соварникът на „Хогуортс“                 | 76430 | Хари Потър и Огненият бокал         | Хари Потър, Чо Чан, Аргус Филч |
| „Хогуортс“: Час по отвари                | 76431 | Хари Потър и Философският камък     | Хърмаяни Грейнджър, Професор Сивиръс Снейп, Панси Паркинсън, Шеймъс Финиган                                                                                            |
| Забранената гора: Магически създания     | 76432 | Различни филми                      | Рон Уизли, Хърмаяни Грейнджър |
| Мандрагора                               | 76433 | Хари Потър и Стаята на тайните      | |
| Арагог в Забранената гора                | 76434 | Хари Потър и Стаята на тайните      | Хари Потър, Рон Уизли |
| „Хогуортс“: Голямата зала                | 76435 | Хари Потър и Философският камък     | Хари Потър, Рон Уизли, Хърмаяни Грейнджър, Професор Албус Дъмбълдор, Професор Куиръл, Лийни, Дафни Грийнграс, Тури Бут, Професор Вектор, Дебелия монах, планински трол |
| Хралупата                                | 76437 | Различни филми                      | Хари Потър, Рон Уизли, Джини Уизли, Фред Уизли, Джордж Уизли, Моли Уизли, Артър Уизли, Пърси Уизли, Бил Уизли, Чарли Уизли                                             |
| Коледен календар                         | 76438 | Различни филми                      | Хари Потър, Сюзън Боунс, Чо Чан, Драко Малфой, Професор Албус Дъмбълдор, Професор Филиус Флитуик, призрачният хор                                                      |
| Оливандър & Мадам Молкин                 | 76439 | Хари Потър и Философският камък     | Хари Потър, Гарик Оливандър, Мадам Молкин, Падма Патил, ученик, вещица                                                                                                 |
| Тримагическият турнир: Пристигането      | 76440 | Хари Потър и Огненият бокал         | Виктор Крум, Игор Каркаров, Фльор Делакор, Мадам Максим, Барти Крауч                                                                                                   |

### Хари Потър (2025)
Линията замъкът „Хогуортс“ продължава.
| Име                                       | Номер | Базиран на                               | Мини фигури |
| ----------------------------------------- | ----- | ---------------------------------------- | --- |
| Урок по куидич                            | 30706 | Различни филми                           | Хари Потър, Хогуортска статуя |
| „Хогуортс“: Клубът по дуелиране           | 76441 | Хари Потър и Стаята на тайните           | Драко Малфой, Хари Потър, Професор Сивиръс Снейп, Професор Гилдрой Локхарт |
| „Хогуортс“: Час по вълшебство             | 76442 | Хари Потър и Философският камък          | Хари Потър, Хърмаяни Грейнджър, Професор Филиус Флитуик |
| Разходка с мотоциклет на Хагрид и Хари    | 76443 | Хари Потър и Даровете на Смъртта: част 1 | |
| Магьоснически магазини „Диагон-Али“       | 76444 | Различни филми                           | |
| Приключение с автобуса „Среднощния рицар“ | 76446 | Хари Потър и Затворникът от Азкабан      | Ърни Пранг, Хари Потър, Спяща вещица, Стан Шънпайк |
| „Хогуортс“: Уроци по летене               | 76447 | Хари Потър и Философският камък          | Мадам Хууч, Професор Минерва Макгонагъл, Оливър Ууд, Хари Потър, Драко Малфой, Невил Лонгботъм                                                                                                  |
| Имението на Малфой                        | 76453 | Хари Потър и Даровете на Смъртта: част 1 | Хари Потър, Нарциса Малфой, Хърмаяни Грейнджър, Белатрикс Лестранж, Драко Малфой, Луциус Малфой, Луна Лъвгуд, Лорд Волдемор, Доби, Наджини                                                      |
| Фоукс: Фениксът на Дъмбълдор              | 76448 | Хари Потър и Стаята на тайните           | |
| „Хогуортс“: Час по билкология             | 76445 | Хари Потър и Стаята на тайните           | Професор Помона Спраут, Хърмаяни Грейнджър, Невил Лонгботъм |
| Чудовищна книга за чудовища               | 76449 | Хари Потър и Затворникът от Азкабан      | Невил Лонгботъм |
| Семейство тестрали                        | 76458 | Хари Потър и Орденът на феникса          | |
| „Привит Драйв“: Посещението на леля Мардж | 76451 | Хари Потър и Затворникът от Азкабан      | Върнън Дърсли, Дъдли Дърсли, Петуния Дърсли, Леля Мардж, Хари Потър |
| „Всичко за куидича“ и магазин за сладолед | 76452 | Различни филми                           | Флориан Фортескю, Собственик на магазин, Кейти Бел, Алиша Спинет, Рон Уизли, Чо Чанг |
| Миниатюра на библиотека: Хогуортс Експрес | 76450 | Различни филми                           | Хари Потър, Рон Уизли |
| „Хогуортс“: Главната кула                 | 76454 | Различни филми                           | Хари Потър, Рон Уизли, Хърмаяни Грейнджър, Невил Лонгботъм, Лиса Търпин, Ърни Макмилан, Дийн Томас, Пърси Уизли, Маркъс Флинт, Професор Кетълбърн, Почтибезглавия Ник, Професор Албус Дъмбълдор |